# Luchthaven Grand-Santi
De Luchthaven Grand-Santi (Frans: Aérodrome de Grand-Santi) is gelegen aan de haven van Grand-Santi aan de Lawarivier in Frans-Guyana. Het vliegveld ligt op een kilometer afstand van de grens met Suriname.
De baan is van asfalt en is 1000 meter lang. Het vliegveld ligt tien kilometer ten zuiden van de Stoelmanseiland Airstrip in Suriname.

## Reguliere vluchten
Op het vliegveld wordt gevlogen door Air Guyane Express met als bestemmingen de luchthaven van Cayenne-Félix Eboué, Maripasoula en Saint-Laurent-du-Maroni. In 2022 waren er één of twee dagelijkse vluchten per bestemming.